# Alnön
Alnön is een Zweeds eiland in de Botnische Golf. Het eiland hoort bij de gemeente Sundsvall en ligt iets ten oosten van de stad Sundsvall. Het eiland heeft ongeveer 8000 inwoners, door toerisme ligt dit inwoneraantal tijdens de zomer ongeveer twee keer zo hoog. De meeste mensen die op Alnön wonen werken in de stad Sundsvall en andere plaatsen op het vasteland.
Het eiland is ongeveer 65 km² groot, maximaal 15 kilometer lang en maximaal 6 kilometer breed. Sinds 1964 is het eiland door een 1042 meter lange brug verbonden met het vasteland, deze brug was toen hij werd geopend de langste brug van Zweden. De brug loopt van Johannedal op het vasteland, tot het op het eiland gelegen Vi. 
Het eiland wordt al sinds de Vikingtijd bewoond, uit deze tijd stammen verschillende grafheuvels op het eiland. 
Er liggen verschillende plaatsen op het eiland, de grootste plaats is Vi (ongeveer 4750 inwoners). Andere plaatsen op het eiland zijn o.a. Ankarsvik, Gustavsberg, Hartungviken, Hovid, Hörningsholm, Röde en Båräng. 
Tussen 1860 en 1897 werden verschillende door stoom aangedreven zagerijen op het eiland gesticht. Dit zorgde voor een zeer snelle stijging van het aantal inwoners op het eiland. In 1850 had het eiland ongeveer 950 inwoners, vooral boeren en vissers, en in 1900 was het aantal inwoners gestegen tot ongeveer 7000.